# 人民斗争国际联盟
人民斗争国际联盟（英語：International League of Peoples' Struggle，缩写为ILPS）是旨在协调世界各地反帝国主义及民主运动的国际组织。

## 历史
2001年5月25日，人民斗争国际联盟于荷兰聚特芬举行的第一次国际大会上成立，该大会吸引了218个群众组织的代表参加，来自阿富汗、阿根廷、澳大利亚、奥地利、孟加拉国、比利时、贝宁、巴西、缅甸、加拿大、刚果、多米尼加共和国、厄瓜多尔、英国、法国、德国、希腊、印度、印度尼西亚、伊朗、意大利、日本、卢森堡、马来西亚、墨西哥、尼泊尔、荷兰、新西兰、尼日尔、挪威、巴基斯坦、秘鲁、菲律宾、苏格兰、韩国、西班牙、瑞士、泰国、土耳其和美国。该组织有一个国际协调委员会。
自成立以来，国际人民斗争联盟举行了七次国际大会。最后一次于2024年6月21日至24日在马来西亚槟城举行。